# Decamethylkobaltoceen
Decamethylkobaltoceen is een organokobaltverbinding met de formule CoC20H30, vaak afgekort tot CoCp*2, waarin Cp* staat voor pentamethylcyclopentadienyl. Deze donkerbruine, vaste stof wordt toegepast als sterk reducerend middel in de organometaalchemie.

## Synthese
Decamethylkobaltoceen ontstaat in de reactie van pentamethylcyclopentadienyllithium (LiCp*) met kobalt(II)chloride:
{\displaystyle \mathrm {2\ LiCp^{*}\ +\ CoCl_{2}\ \longrightarrow \ CoCp_{2}^{*}+\ 2\ LiCl} }

## Binding
Decamethylkobaltoceen is een metalloceen met D5d-symmetrie. Net als kobaltoceen heeft decamethylkobaltoceen 19 valentie-elektronen. De stof is paramagnetisch.
Decamethylkobaltoceen wordt toegepast als één-elektronreductor. Ten opzichte van het in organische oplosmiddelen (in plaats van de standaard-waterstofelektrode) vaker gebruikte ferroceen/ferrocenium-koppel bedraagt de E°-waarde −1,94 V.  De stamverbinding heeft hier een waarde van -1,33 V. Het verschil is daarmee vergelijkbaar met dat voor de koppels van ferroceen en decamethylferroceen zoals in onderstaande tabel is te zien.
| Halfreactie                                                                                            | E° (V) t.o.v ferroceen | Halfreactie vrij metaal                                                    | E° (V) t.o.v. SWE |
| --- | ---------------------- | -------------------------------------------------------------------------- | ----------------- |
| {\displaystyle \mathrm {Fe(C_{5}H_{5})_{2}^{+}\ +\ e^{-}\ \rightleftharpoons \ Fe(C_{5}H_{5})_{2}} }   | 0,000                  | {\displaystyle \mathrm {Fe^{3+}\ +\ e^{-}\ \rightleftharpoons \ Fe^{2+}} } | 0,77              |
| {\displaystyle \mathrm {Fe(C_{5}Me_{5})_{2}^{+}\ +\ e^{-}\ \rightleftharpoons \ Fe(C_{5}Me_{5})_{2}} } | −0,59                  | {\displaystyle \mathrm {Fe^{3+}\ +\ e^{-}\ \rightleftharpoons \ Fe^{2+}} } | 0,77              |
| {\displaystyle \mathrm {Co(C_{5}H_{5})_{2}^{+}\ +\ e^{-}\ \rightleftharpoons \ Co(C_{5}H_{5})_{2}} }   | −1,33                  | {\displaystyle \mathrm {Co^{3+}\ +\ e^{-}\ \rightleftharpoons \ Co^{2+}} } | 1,82              |
| {\displaystyle \mathrm {Co(C_{5}Me_{5})_{2}^{+}\ +\ e^{-}\ \rightleftharpoons \ Co(C_{5}Me_{5})_{2}} } | −1,94                  | {\displaystyle \mathrm {Co^{3+}\ +\ e^{-}\ \rightleftharpoons \ Co^{2+}} } | 1,82              |

## Structuur
Decamethylkobaltoceen en kobaltoceen hebben een vergelijkbare structuur. Het 19e elektron, één meer dan in ferroceen, vindt een plaats in de anti-bindende orbitalen tussen kobalt en de pentadienylliganden. De afstand tussen kobalt en koolstof is daardoor iets groter dan in bijvoorbeeld ferroceen.  Bij kamertemperatuur is deze afstand 211,8 pm, zelfs langer dan de afstand in kobaltoceen: 209,6 pm). In de gasfase wordt voor zowel kobaltoceen als decamethylkobaltoceen een afstand van 211,9 pm gemeten.
Een typisch voorbeeld van een met decamethylkobaltoceen uitgevoerde reductie is die van buckminsterfullereen, C60:
{\displaystyle \mathrm {2\ CoCp_{2}^{*}\ +\ C_{60}\ \longrightarrow \ [CoCp_{2}^{*}]^{+}\ [C_{60}]^{2-}} }